# Theretra tryoni
Theretra tryoni är en fjärilsart som beskrevs av Misk. 1891. Theretra tryoni ingår i släktet Theretra och familjen svärmare. Inga underarter finns listade i Catalogue of Life.